# Miriam Higareda
Miriam Higareda (Cidade do México, 24 de agosto de 1984) é uma atriz mexicana.

## Filmografia

### Televisão
- Tanto amor (2015) - María "Mary" González Martínez.
- Voltea pa' que te enamores (2014) - Nayara
- Vivir a destiempo (2013) - Berenice Delgado[2]
- Emperatriz (2011) - Elena Mendoza Del Real.
- Mujer comprada (2009) - Francisca "Francis" Valdez.
- Se busca un hombre (2007) - Diana

### Cinema
- Cásese quien pueda (2014)